# Joan Esplugas i Moncusí
Joan Esplugas i Moncusí (Barbará, 1857 - 1927) fue un político republicano y empresario agrario español del sector vinícola, diputado a las Cortes Españolas durante la restauración borbónica.

## Biografía
Impulsó la creación de la primera bodega cooperativa de Cataluña, la Bodega de la Sociedad de Barbará. Durante los años de la fiebre del oro, montó con un primo suyo de Cabra del Camp, Gregori Oliva, una compañía de negocios de vinos y aguardientes, con sede en París, Londres y Liverpool. En Francia se interesó por las cooperativas vitivinícoles y por las técnicas que aplicaban para vencer la filoxera. Ya de regreso a su pueblo, en 1893, llegó a Barbará y puso en práctica aquellos conocimientos adquiridos: fue responsable de la introducción en su comarca de los cepos americanos y de las técnicas de injertarlos con variedades de la zona. Por otro lado, ayudó activamente la "Sociedad Agrícola de Barbará", que acababa de nacer (1894), y en buena parte fue responsable del éxito que logró. Utilizó su influencia política para conseguir, entre 1898 y 1900 que el Estado construyera la carretera de Barbará. Esta obra fue importantísima para Barbará, puesto que muchos de sus conciudadanos empobrecidos por la crisis consiguieron un salario mientras esperaban la recuperación de las viñas. En agradecimiento, el Ayuntamiento de Barbará, en 1899, lo declaró Hijo Predilecto, le dedicó una calle y una lápida conmemorativa en la sala de plenos. También fue director del Banco de Valls.
En el terreno político, perteneció a la rama federalista y catalanista del republicanismo, fue escogido alcalde de Barbará en 1887 y fue diputado provincial entre 1892 y 1904. Posteriormente militó en la UFNR, fue senador por Solidaridad Catalana en 1907. Finalmente, en las elecciones generales españolas de 1918 presentado por una coalición republicana, logró el acta de diputado a cortes por el distrito de Valls.